# 中村奨吾
中村 奨吾（なかむら しょうご、1992年5月28日 - ）は、兵庫県三木市出身のプロ野球選手（内野手）。右投右打。千葉ロッテマリーンズ所属。
2021年シーズンから2023年シーズンまで同チームの主将を務めた。

## 経歴

### プロ入り前
みなぎ台小学校2年生の時に「三田リトル」で野球を始め、吉川中学校では「三田ヤング」に所属していた。
天理高等学校では1年生の時に外野手としてベンチ入りした。2年生の時、夏の甲子園・全国大会の1回戦で「3番・中堅手」、2回戦では「3番・左翼手」で先発出場し、計7打数5安打3打点、打率.714だった。3年生の時、春の選抜高校野球では1回戦で「3番・中堅手」で先発出場したが無安打に終わり、チームも敗れた。夏の甲子園・全国大会2回戦で「3番・三塁手」で出場、3打数1安打1打点だったが、チームは山田哲人、坂本誠志郎を擁する履正社に敗退した。高校の1学年先輩に西浦直亨がいる。
早稲田大学では1年生時の春のリーグ戦に初出場。守備コーチを務めていた八木茂の助言で、2年生時の春にそれまでの左翼手から二塁手に転向した。3年生時の7月に、第39回日米大学野球選手権大会の日本代表に選ばれ、全試合「5番・中堅手」として先発出場し、4回戦で三塁打、5回戦では先制適時打とソロ本塁打を放った。大会通算打率.438。4年生時に主将を任された。7月には第27回ハーレムベースボールウィークの日本代表に選出された。全試合4番打者を務め（中堅手、または指名打者）、第2戦と第5戦で適時打を打った。大学4年間のリーグ通算成績は82試合321打数94安打46打点、本塁打11本、盗塁18、打率.293。2 - 4年生時のそれぞれ秋のリーグで東京六大学野球リーグのベストナインを受賞している（いずれも二塁手）。
2014年10月23日に行われたドラフト会議では、千葉ロッテマリーンズから1位指名を受け、契約金1億円プラス出来高5000万円、年俸1500万円（金額は推定）で合意し入団した。背番号は23。なお、2015年3月25日の早稲田大学の卒業式当日、中村は開幕一軍メンバーに選ばれていたことから開幕戦が行われる福岡へ移動していたため、式は欠席した。早稲田大学の同級生である有原航平も同じく1巡目指名され、北海道日本ハムファイターズに入団した。

### ロッテ時代

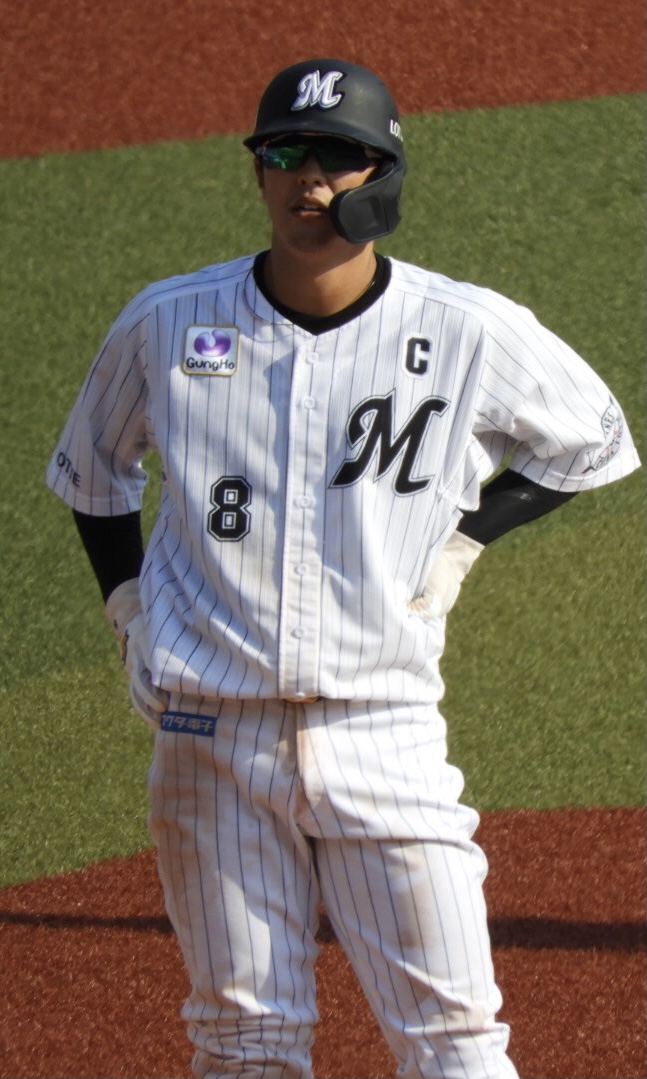
初めてキャプテンマークを付けた中村奨吾（2021年）

2015年は開幕を一軍で迎え、3月29日の対福岡ソフトバンクホークス戦（福岡ヤフオク!ドーム）で、根元俊一の代走としてプロ初出場した。4月2日の対日本ハム戦（QVCマリンフィールド）では鈴木大地の代打でプロ初打席に立ったが、空振り三振に倒れた。同8日の対オリックス・バファローズ戦（京セラドーム大阪）では「9番・二塁手」でプロ初の先発出場を果たし、第2打席で初安打を打つと、同12日の対埼玉西武ライオンズ戦（西武プリンスドーム）では代走で途中出場した後に回ってきた打席で適時打を打ち初打点を記録し、「1番・三塁手」で先発出場した4月30日の対西武戦（QVCマリン）では第1打席で初本塁打（「初回先頭打者本塁打」）を打った。新人選手のプロ初本塁打が初回先頭打者本塁打になったのは1998年の坪井智哉以来で、日本球界で6人目、パ・リーグでは4人目、ロッテの選手では初である。シーズン前半は途中出場が多かったが、7月15日の対オリックス戦（京セラドーム大阪）以後は、三塁手のレギュラーに定着（直近の試合で今江敏晃が死球で左手を骨折した影響から。今江の復帰後は二塁手で起用された）。打撃面では7月の一時期を除いて打率は.250を下回る状況が続いたが、クリーンナップを除く6つの打順で出場。守備面では、二塁手、三塁手、遊撃手、左翼手、中堅手の5つのポジションで出場。111試合に出場し、打率.230、5本塁打、21打点、4盗塁を記録した。
2016年は、前年に三塁手のレギュラーであった今江が楽天へ、二塁手のレギュラーであったルイス・クルーズが巨人へ移籍し、新外国人のヤマイコ・ナバーロが不祥事により1か月間の出場停止処分となったことで、3月25日に行われた日本ハムとの開幕戦（QVCマリン）に「9番・二塁手」として出場し、プロ初の開幕スタメンを果たす。ナバーロが復帰すると三塁手として出場を続け、5月5日の対東北楽天ゴールデンイーグルス戦（楽天koboスタジアム宮城）では4安打6出塁3打点と大暴れしたが、翌6日からの1か月では55打数4安打、打率.073と打撃の面で調子を落とし、守備の面でもミスが目立ったため交流戦途中の6月8日にプロ入り後初の二軍降格。最短の10日で一軍に復帰するが、8月4日に再び二軍に降格。同19日に再昇格したが、その後も打撃の調子が上がらずに苦しんだ。しかし、9月24日の対オリックス戦（QVCマリン）では9回に同点本塁打を打ち（その後チームはサヨナラ勝ちでCS出場を決めた）、レギュラーシーズン最終戦であった10月5日の対東北楽天ゴールデンイーグルス戦（QVCマリン）でも適時二塁打を含む2安打を放つなど、勝負強さを示して復調をアピールしたことで、クライマックスシリーズでは、2試合いずれも「9番・三塁手」として出場を果たした。打撃面では7月下旬を最後に打率は.210を下回る状況が続いたが、守備面では、二塁手（32試合）、三塁手（50試合）で先発起用され、最終的には108試合の出場で打率.201、6本塁打、25打点、4盗塁を記録した。11月25日、700万円増となる推定年俸3200万円で契約を更改した。この席上で併せて、背番号を過去に有藤通世や今江敏晃などが着用し、ロッテにおける「特別な背番号」とされている8へ変更することが発表された。背番号8を与えた理由について、球団側は「（背番号8は）期待も込めて。（着用することで）自覚も変わる。来年はレギュラーを取って、中心選手になって球団の顔になって欲しい」としている。
2017年は、鈴木大地を二塁手にコンバートする方針から、遊撃手のレギュラー争いをする立場と位置付けられて、キャンプインを迎えた。3月31日に行われたソフトバンクとの開幕戦（ヤフオクドーム）では、「9番・遊撃手」で2年連続の開幕スタメンに起用されたが2打席連続三振で途中交代。その後も不調に苦しんで、4月6日に早くも二軍に降格する。5月3日に一軍に復帰するが、わずか4試合の出場の後に、5月8日にシーズン2回目の二軍降格この時点で、17打数無安打、打率.000で、プロ入り後は最悪といえるスランプだった。二軍で結果を残し、6月17日に一軍へ復帰。翌18日の巨人戦でシーズン初安打を打つと打撃の調子が上向きになり、以後はマット・ダフィーや大嶺翔太に替わって三塁手のレギュラーとして起用される。9月26日の対ソフトバンク戦（ヤフオクドーム）では、先制の9号2点本塁打を打つなど、勝利に直結する活躍を見せる場面が増え、シーズン終盤には5番で起用される試合もあった。オールスターブレイク以後に限れば、主に6番で起用され、打率.294、7本塁打、11盗塁、特に9月以後だと打率.294（102打数30安打）、3本塁打、8盗塁と結果を残した。守備面では、三塁手（58試合）、遊撃手（23試合）で先発起用され、最終的には85試合（うち先発で81試合）に出場、打率.275、9本塁打、32打点、11盗塁を記録した。特に盗塁数はプロ入り後初めての2桁となり、本人曰く「2016年やその前の年に比べて、自信になりましたし、実際（数字的にも）多く走れたと思っているので、この感覚を今後に活かしていきたいなと思います」と振り返っており、手応えをつかむシーズンになった。また打撃面でも、同シーズン後半から、福浦和也のアドバイスをきっかけに「打撃そのものは変えていないが、『早めにとって、ゆっくり伸ばす』という意識で、タイミングの取り方を変えた」ことで、「詰まらされてもしっかり振れている」打撃ができるようになり、きっかけをつかむことができたという。シーズンオフの10月12日に第1回アジア プロ野球チャンピオンシップの日本代表に選出された。11月29日、年俸3500万円（300万円増、推定）で契約を更改。シーズンオフには監督が伊東勤から井口資仁へと交代。井口は就任早々に、中村を二塁手、鈴木大地を三塁手へとコンバートする方針を示し、「セカンドは一番やってみたかったポジション。大学の時もやっていた。何とかセカンドのレギュラーポジションをとって、信頼される選手になりたい」と前向きな姿勢を示した。
2018年は、「期待の若手」としての位置付けであった前年までの3シーズンとは異なり、「絶対的なレギュラー」としての地位の確立を期待されて迎えるシーズンになった。同シーズンから井口が監督に就任することになったが、井口は自身にとって大学時代からの「憧れの存在」であることと共に、井口監督がチーム作りの構想として自身を中心選手の1人と位置付けたことから、「意気に感じて、やらないといけない」として気持ちの変化が生まれたことなどから、「30本塁打、30盗塁を目指せる」といわれるなど、シーズンのブレイク候補として挙げられるようになり、本人も「3割、30盗塁」を目標と公言してのキャンプインになった。キャンプ、オープン戦を通して好調を示し、3月30日に行われた楽天との開幕戦（ZOZOマリンスタジアム）では、「3番・二塁手」で先発出場。3安打、1打点の活躍をみせると、翌31日の対楽天戦では、第2打席でシーズン1号本塁打を打った。オールスターゲームに監督推薦で初選出された。最終的な成績は、自身初の全試合出場および規定打席到達を果たし、打率.284、8本塁打、リーグ2位となる39盗塁という成績を残した。また、二塁手ではリーグトップとなる守備率.993を記録し、自身初となるゴールデングラブ賞を受賞した。
2019年は、3月29日に行われた楽天との開幕戦（ZOZOマリン）で、「3番・二塁手」として先発出場し、2安打、1本塁打、1打点と活躍した。4月5日の対ソフトバンク戦（ヤフオクドーム）では、2打席連続本塁打を打つなど3安打猛打賞の活躍をみせるなど、開幕から10試合で打率.361、5本塁打、10打点、6盗塁と好スタートを切った。しかし4月21日の試合前、バッテリーコーチの清水将海がノックした飛球を追って同コーチと衝突。千葉・習志野市内の病院で顔面挫創と診断され、左目の下を10針縫った。同日の試合は首脳陣の判断で先発を外れ、2017年から続いていた連続フルイニング出場は188試合でストップしたが、8回に代打で登場し、空振り三振に倒れた。以降は不調が続き5月6日には6番に降格。角中勝也や清田育宏に3番打者を譲る形となり、5月21日にはスタメン落ちとなった。6月は月間打率.301と調子を取り戻したが、その他の月は.250以下となってしまい、最終的に打率.232でシーズンを終えた。しかし、自己最多となる17本塁打、59打点を記録し、チーム唯一となる全試合出場も達成した。
2020年は、6月19日に行われたソフトバンクとの開幕戦（福岡PayPayドーム）に「6番・二塁手」で出場。5年連続の開幕スタメンとなった。開幕3戦目となる6月21日のソフトバンク戦（PayPayドーム）では、2回表に二保旭から、頭部への死球を受けた。6月13日に行われた西武との練習試合（メットライフドーム）でも松本航から頭部死球を受けており、9日間で2度頭部死球を受ける異例の事態となった。それでも、次戦となる6月23日のオリックス戦（ZOZOマリン）に先発出場し、6回裏には左越えへ同点本塁打を打った。さらに、6月25日の同カードでは、初回にルーキーの村西良太から自身初となる満塁本塁打を打ち、チームの勝利に貢献。この勝利でチームは4年ぶりの5連勝となり、1530日ぶりに単独首位に立った。8月は月間打率.326と調子を上げたが、9月以降は.211と低迷。最終的にリーグ18位となる打率.249、同15位となる105安打を記録。この2つはいずれもチームトップとなった。3年連続の全試合出場も記録した。11月14日から行われたソフトバンクとのクライマックスシリーズでは2試合とも「6番・二塁手」で出場。2試合で8打数2安打、1打点、打率.250を記録するも、チームは敗退した。シーズンオフの12月26日に、500万円減の年俸6700万円でサインし（金額は推定）、翌年からキャプテンを務めることが発表された。
2021年は、3月26日に行われたソフトバンクとの開幕戦（福岡PayPayドーム）に「6番・二塁手」で出場。6年連続の開幕スタメンとなった。開幕3戦目以降は「3番・二塁手」に定着。4月2日に行われた対日本ハム戦（札幌ドーム）では6打数4安打、3得点の好成績を残し、翌3日の同カードでも5打数3安打、3得点と、2日連続の猛打賞を記録した。オールスターゲームに自身2度目の監督推薦にて選出された。9月15日のソフトバンク戦（福岡PayPayドーム）でスチュワートから中前適時打を打ち、33試合を残し自身キャリアハイとなる60打点に到達した。シーズンを終え、打率は自己最高の.284には1厘届かなかったものの、得点圏打率では.297、67打点、76四球と自己最高を記録しチームに貢献。四球に関してはチームトップでシーズンを終えた。4年連続の全試合出場と2年連続の全試合先発出場も記録した。また、二塁手での守備率では.987と高い率を記録し、東北楽天ゴールデンイーグルスの浅村栄斗に35票差の大差をつけ、3年ぶり2度目のゴールデングラブ賞を受賞した。ロッテの二塁手が1人で複数回受賞したのは球団初となった。もっとも"噛むこと"を広く啓発して活躍したアスリートに贈るアワード「噛むVP」を受賞。NPB AWARDSでは、ベストナインを二塁手部門でプロ7年目で初受賞した。契約更改では、4000万円増で1億円を突破し、推定年俸1億1000万円でサインした。翌年も主将を継続することを発表した。
2022年は、3月25日に行われた楽天との開幕戦（楽天生命パーク宮城）に「3番・二塁手」で出場。7年連続の開幕スタメンとなった。6回一死満塁、則本昂大からバットを折りながらも左前2点適時打を打ち、12球団一番乗りとなる適時打を打った。4月3日、3月31日に三木亮と柿沼友哉が新型コロナウイルスに感染したことに伴い、2日に感染の有無を調べるPCR検査を受け、陽性判定。特例2022で出場選手登録を抹消された。これにより、2017年6月28日から続いていた連続出場が630試合でストップした。6月1日、東京ヤクルトスワローズ戦でプロ初の4番で先発出場し、2回表に原樹理から左翼席中段に飛び込む本塁打を打ち史上22人目となる全打順本塁打を達成した。7月18日の対ソフトバンク戦では3回裏に中犠飛、19日の対西武戦では7回裏に左越3ラン、20日の同カードには5回裏に左二2点適時打を打ち、自身初の3試合連続のお立ち台に上がった。9月14日の対日本ハム戦で、6回裏に河野竜生（投手）、清水優心（捕手）のバッテリーから二塁へ盗塁を決め、通算100盗塁を達成した。11月4日、4月に取得していた国内FA権を行使せず残留することで合意したとチームが発表した。同月19日に契約更改に臨み、新たに4年契約を結んだことを公表した（年俸は非公表）。
2023年は、3月31日に行われたソフトバンクとの開幕戦（福岡PayPayドーム）に「2番・二塁手」で出場。8年連続の開幕スタメンとなった。4月11日の対西武戦で、「3番・二塁手」で先発出場し、プロ野球史上519人目となる通算1000試合出場を達成した。この年は登録抹消されることなく、2年ぶりに二塁のゴールデングラブ賞を獲得したが、137試合の出場で打率.220、11本塁打、48打点と打撃成績は軒並み前年を下回る数字に終わった。直近6年間のチームの内野手事情は、遊撃は藤岡裕大が5シーズン（故障のあった2022年を除く）でチーム最多出場、二塁は中村が6シーズン連続チーム最多出場、三塁は安田尚憲が2020年から4シーズン連続チーム最多出場とメンバーが比較的固定されていながらも、リーグ優勝を果たせておらず、吉井理人監督は「今いるポジションが、その子たちにとって1番輝ける場所なのか。チームになった時に、1番いいのかっていうのはちょっとわからない。ここまで優勝できてないってことは、何か変えなきゃいけない」と話し、翌年は藤岡が遊撃→二塁、中村が二塁→三塁、安田が三塁→一塁と守備位置がシャッフルされることとなった。また、中村本人には吉井監督から「体の負担を減らして、バッティングに集中してほしい」と説明があった。
2024年は日本ハムとの開幕戦に「7番・三塁手」で出場し、9年連続で開幕スタメン入り。開幕から22試合連続で先発出場を続けていたものの、打率.184、0本塁打、3打点と不調が続き、ベンチスタートという日も増えた。この年も登録抹消されることなく120試合に出場したが、リーグワーストの得点圏打率.178とチャンスで打てず、打率.234、4本塁打、27打点。自己ワーストのIsoP.080と長打不足も深刻であり、6年間続いていた規定打席到達とシーズン100安打がいずれも途絶える不名誉なシーズンとなった。オフの契約更改後の会見では「監督にはセカンドで勝負したいとは伝えさせていただきました」と二塁への再コンバートを吉井監督に直訴したことを明かした。
2025年はオープン戦14試合の出場で打率.188。開幕一軍入りこそ果たしたが、10年ぶりに開幕スタメンから外れた。4月上旬に「6番・二塁手」でスタメン出場した2試合以外は、三塁手としての出場となり、4月22日の西武戦でも7回表から三塁守備に就くと、同点の延長10回裏・一死満塁で回ってきた第2打席で中前安打を放ち、自身初のサヨナラ適時打。ただ、同26日の日本ハム戦以降は、19打数無安打と打撃不振が続き、5月6日に出場選手登録を抹消された。

## 選手としての特徴

### 打撃

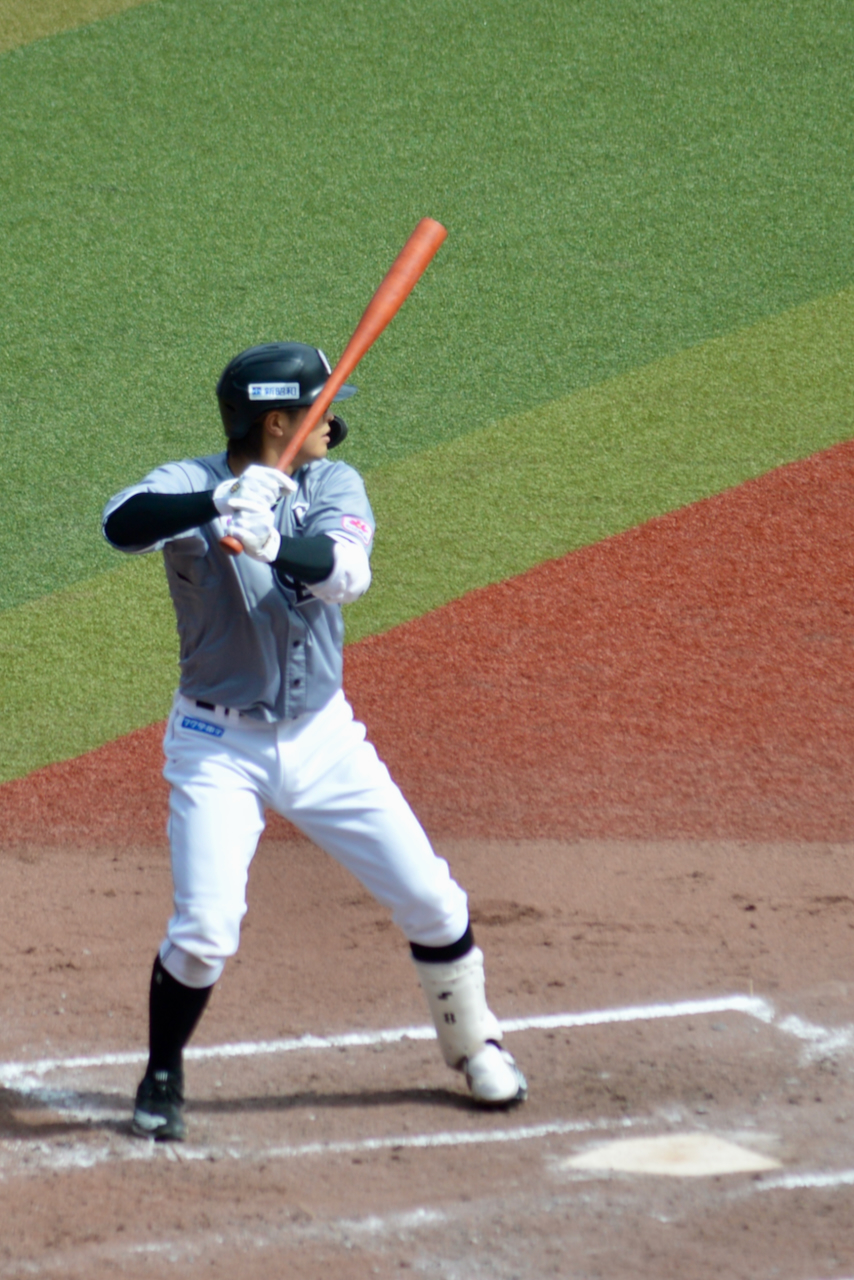
中村奨吾の打撃フォーム（2023年7月1日 マリンスタジアム）

プロ入り当初は、「広角に打ち分ける技術を持つ打者」と評価されていた。対左投手を得意とする傾向にあり、プロ入り後の3シーズンでの対左投手のOPSは「.660（対右投手.592）→.699（対右投手.548）→.920（対右投手.731）」と高い数値で推移しており、特に2017年シーズンの対左投手のOPSはリーグ5位相当という高い水準であった。また、プロ入りから数シーズンは三振の数に対して四球が少なく、またボール球スイング率が高い傾向にあった（いわゆるフリースインガーの傾向が強かった）。三振率はプロ入り後から23.1%（2015年）、21.5%（2016年）、20.2%（2017年）、四球率は5.0%（2015年）、8.0%（2016年）、6.4%（2017年）、ボール球スイング率は40.7%（2015年）、39.0%（2016年）、33.9%（2017年）と推移し、特にボール球スイング率はプロ入り後3年連続でリーグ内でワースト5位以内に相当する数値を残していたが、2020年の三振率は19.4%、四球率は10.4%を記録するなど、選球眼は近年改善されてきている。

### 守備・走塁
遠投115メートル、50メートル走6秒0を誇る。キャリアハイの39盗塁を含め、2桁盗塁を4度記録したことがある。
二塁手としての守備力も高く、2018年、2021年、2023年はゴールデングラブ賞を受賞。データ分析の専門家が投票して守備力を評価するDELTA FIELDING AWARDSにおいても二塁手部門でも4年連続でリーグ2位以内に入るなど、堅実かつ守備範囲の広い守備力がある。
三塁手として起用されることもあり、2016年は三塁手としてUZRが「8.0」（リーグ2位）、2017年は三塁手としてのUZRが「6.5」（リーグ1位）だった。

## 人物
父・優仁も天理高校野球部OBで、2年生時には夏の甲子園に「3番・左翼手」で出場している。なお、その際に中村のプロ入り時の監督となる伊東勤と対戦した経験がある。その後電電近畿（現NTT西日本）に進んで野球を続けた。中村が小学生、中学生の時はコーチを務めるなどし練習に付き合い、アドバイスを送っていた。
同級生の中で意識してる選手は山田哲人で、小学生時は兵庫県内の同じリーグでプレー経験があり、甲子園でも対戦経験がある。
早稲田大学時代から井口資仁が「憧れであり目標の選手」であったが、プロでのドラフト指名がロッテであったことでプロではチームメイト、そして所属チームの指揮官と選手の関係になった。井口を目標とするようになったのは、大学2年生の春に二塁手へのコンバートが決まった際に、自身と同じ「俊足巧打の右打者」で手本になり得る存在は誰かをイメージした際に浮かんだのが井口であったからだという。また、「（現役時代の井口のような）逆方向にも強い打球が打てる打者」を理想像としているという。
プロ入り当初は「最も地味なドラフト1位指名選手」と称されていたが、中村本人は2015年の春季キャンプの際に「理想は中距離打者。率（打率）も残せて、足もいかせれば。実力で注目してもらえれば（と思います）」と述べていた。
大学時代から、漫画は読まない、ゲームもしない、休みのときは買い物のため以外での外出を控えて疲労の回復に努めるほどの「野球の虫」であるという。また下戸であり、お酒が飲めない。真面目な性格の持ち主であり、趣味として「人間観察」を挙げている。
2020年に一般女性と結婚したことを2021年の契約更改後に発表した。

## 詳細情報

### 年度別打撃成績
| 年 度      | 球 団      | 試 合 | 打 席 | 打 数 | 得 点 | 安 打 | 二 塁 打 | 三 塁 打 | 本 塁 打 | 塁 打 | 打 点 | 盗 塁 | 盗 塁 死 | 犠 打 | 犠 飛 | 四 球 | 敬 遠 | 死 球 | 三 振 | 併 殺 打 | 打 率 | 出 塁 率 | 長 打 率 | O P S |
| ---------- | ---------- | ----- | ----- | ----- | ----- | ----- | -------- | -------- | -------- | ----- | ----- | ----- | -------- | ----- | ----- | ----- | ----- | ----- | ----- | -------- | ----- | -------- | -------- | ----- |
| 2015       | ロッテ     | 111   | 299   | 269   | 43    | 62    | 4        | 4        | 5        | 89    | 21    | 4     | 4        | 9     | 2     | 15    | 0     | 4     | 69    | 4        | .230  | .279     | .331     | .610  |
| 2016       | ロッテ     | 108   | 325   | 278   | 37    | 56    | 10       | 1        | 6        | 86    | 25    | 4     | 4        | 14    | 1     | 26    | 0     | 6     | 70    | 0        | .201  | .283     | .309     | .592  |
| 2017       | ロッテ     | 85    | 312   | 280   | 32    | 77    | 13       | 2        | 9        | 121   | 32    | 11    | 3        | 5     | 1     | 20    | 1     | 6     | 63    | 5        | .275  | .336     | .432     | .768  |
| 2018       | ロッテ     | 143   | 639   | 552   | 82    | 157   | 30       | 3        | 8        | 217   | 57    | 39    | 15       | 0     | 5     | 60    | 2     | 22    | 94    | 11       | .284  | .374     | .393     | .767  |
| 2019       | ロッテ     | 143   | 586   | 512   | 68    | 119   | 22       | 0        | 17       | 192   | 59    | 12    | 6        | 6     | 3     | 53    | 2     | 12    | 96    | 10       | .232  | .317     | .375     | .692  |
| 2020       | ロッテ     | 120   | 499   | 422   | 57    | 105   | 25       | 0        | 8        | 154   | 49    | 6     | 3        | 15    | 2     | 52    | 1     | 8     | 97    | 6        | .249  | .341     | .365     | .706  |
| 2021       | ロッテ     | 143   | 615   | 506   | 78    | 143   | 36       | 2        | 9        | 210   | 67    | 12    | 7        | 15    | 8     | 76    | 1     | 10    | 90    | 8        | .283  | .382     | .415     | .797  |
| 2022       | ロッテ     | 138   | 596   | 498   | 52    | 128   | 31       | 0        | 12       | 195   | 68    | 15    | 6        | 9     | 9     | 70    | 3     | 10    | 86    | 13       | .257  | .354     | .392     | .746  |
| 2023       | ロッテ     | 137   | 584   | 508   | 61    | 112   | 23       | 0        | 11       | 168   | 48    | 3     | 1        | 13    | 4     | 52    | 2     | 7     | 89    | 20       | .220  | .299     | .331     | .630  |
| 2024       | ロッテ     | 120   | 433   | 376   | 36    | 88    | 18       | 0        | 4        | 118   | 27    | 2     | 2        | 11    | 0     | 41    | 0     | 5     | 75    | 15       | .234  | .318     | .314     | .631  |
| 通算：10年 | 通算：10年 | 1248  | 4888  | 4201  | 546   | 1047  | 212      | 12       | 89       | 1550  | 453   | 108   | 51       | 97    | 35    | 465   | 11    | 90    | 829   | 92       | .249  | .334     | .369     | .703  |

- 2024年度シーズン終了時
- 各年度の太字はリーグ最多

### 年度別守備成績
| 年 度      | 球 団      | 二塁  | 二塁  | 二塁  | 二塁  | 二塁  | 二塁     | 三塁  | 三塁  | 三塁  | 三塁  | 三塁  | 三塁     | 遊撃  | 遊撃  | 遊撃  | 遊撃  | 遊撃  | 遊撃     | 外野  | 外野  | 外野  | 外野  | 外野  | 外野     |
| 年 度      | 球 団      | 試 合 | 刺 殺 | 補 殺 | 失 策 | 併 殺 | 守 備 率 | 試 合 | 刺 殺 | 補 殺 | 失 策 | 併 殺 | 守 備 率 | 試 合 | 刺 殺 | 補 殺 | 失 策 | 併 殺 | 守 備 率 | 試 合 | 刺 殺 | 補 殺 | 失 策 | 併 殺 | 守 備 率 |
| ---------- | ---------- | ----- | ----- | ----- | ----- | ----- | -------- | ----- | ----- | ----- | ----- | ----- | -------- | ----- | ----- | ----- | ----- | ----- | -------- | ----- | ----- | ----- | ----- | ----- | -------- |
| 2015       | ロッテ     | 30    | 32    | 68    | 0     | 5     | 1.000    | 57    | 25    | 83    | 5     | 6     | .956     | 5     | 1     | 7     | 0     | 2     | 1.000    | 17    | 19    | 1     | 0     | 0     | 1.000    |
| 2016       | ロッテ     | 37    | 77    | 105   | 3     | 24    | .984     | 70    | 41    | 112   | 8     | 13    | .950     | -     | -     | -     | -     | -     | -        | -     | -     | -     | -     | -     | -        |
| 2017       | ロッテ     | -     | -     | -     | -     | -     | -        | 69    | 42    | 102   | 6     | 8     | .960     | 27    | 37    | 51    | 6     | 9     | .936     | -     | -     | -     | -     | -     | -        |
| 2018       | ロッテ     | 143   | 329   | 486   | 6     | 89    | .993     | -     | -     | -     | -     | -     | -        | -     | -     | -     | -     | -     | -        | -     | -     | -     | -     | -     | -        |
| 2019       | ロッテ     | 140   | 299   | 438   | 9     | 86    | .988     | -     | -     | -     | -     | -     | -        | -     | -     | -     | -     | -     | -        | -     | -     | -     | -     | -     | -        |
| 2020       | ロッテ     | 120   | 261   | 347   | 9     | 60    | .985     | -     | -     | -     | -     | -     | -        | -     | -     | -     | -     | -     | -        | -     | -     | -     | -     | -     | -        |
| 2021       | ロッテ     | 143   | 273   | 414   | 9     | 76    | .987     | -     | -     | -     | -     | -     | -        | -     | -     | -     | -     | -     | -        | -     | -     | -     | -     | -     | -        |
| 2022       | ロッテ     | 136   | 266   | 402   | 9     | 72    | .987     | -     | -     | -     | -     | -     | -        | -     | -     | -     | -     | -     | -        | -     | -     | -     | -     | -     | -        |
| 2023       | ロッテ     | 133   | 248   | 405   | 6     | 92    | .991     | -     | -     | -     | -     | -     | -        | -     | -     | -     | -     | -     | -        | -     | -     | -     | -     | -     | -        |
| 2024       | ロッテ     | -     | -     | -     | -     | -     | -        | 120   | 65    | 204   | 9     | 11    | .968     | -     | -     | -     | -     | -     | -        | -     | -     | -     | -     | -     | -        |
| 通算：10年 | 通算：10年 | 882   | 1785  | 2664  | 51    | 504   | .989     | 196   | 173   | 501   | 28    | 38    | .960     | 32    | 38    | 58    | 6     | 11    | .941     | 17    | 19    | 1     | 0     | 0     | 1.000    |

- 2024年度シーズン終了時
- 各年度の太字はリーグ最高
- 太字年はゴールデングラブ賞受賞

### 表彰
- ベストナイン：1回（二塁手部門：2021年）
- ゴールデングラブ賞：3回（二塁手部門：2018年、2021年、2023年）
- ジェットスター スーパースター賞（2018年）
- 噛むVP（2021年[112]）

### 記録
初記録
- 初出場：2015年3月29日、対福岡ソフトバンクホークス3回戦（福岡ヤフオク!ドーム）、8回表に根元俊一の代走で出場
- 初打席：2015年4月2日、対北海道日本ハムファイターズ3回戦（QVCマリンフィールド）、8回裏に鈴木大地の代打として出場、宮西尚生から空振り三振
- 初先発出場：2015年4月8日、対オリックス・バファローズ2回戦（京セラドーム大阪）、「9番・二塁手」で先発出場
- 初安打：同上、5回表に松葉貴大から左前安打
- 初打点：2015年4月12日、対埼玉西武ライオンズ3回戦（西武プリンスドーム）、8回表に岩尾利弘から中前適時打
- 初本塁打：2015年4月30日、対埼玉西武ライオンズ5回戦（QVCマリンフィールド）、1回裏にウェイド・ルブランから右越先頭打者本塁打 ※新人としては球団史上初
- 初盗塁：2015年5月20日、対埼玉西武ライオンズ10回戦（西武プリンスドーム）、8回表に二盗（投手：岡本篤志、捕手：炭谷銀仁朗）

節目の記録
- 1000試合出場：2023年4月11日、対埼玉西武ライオンズ1回戦（ベルーナドーム）、「3番・二塁手」で先発出場 ※史上519人目
- 1000安打：2024年6月25日、対東北楽天ゴールデンイーグルス10回戦（ZOZOマリンスタジアム）、3回裏に内星龍から右中間適時二塁打 ※史上319人目

その他の記録
- シーズン20死球以上で全試合フルイニング出場：2018年 ※史上初
- シーズン22死球：2018年 ※球団記録
- 全打順本塁打：2022年6月1日、対東京ヤクルトスワローズ2回戦（明治神宮野球場）、4番で先発出場、2回表に原樹理から左越ソロ ※史上22人目
- オールスターゲーム出場：2回（2018年、2021年）

### 背番号
- 23（2015年[19] - 2016年）
- 8（2017年[118] - ）

### 代表歴
- 2013年日米大学野球選手権大会日本代表
- 2014 ハーレムベースボールウィーク 日本代表
- 2017 アジア プロ野球チャンピオンシップ 日本代表